# Giro d'Oro 2007
Il Giro d'Oro 2007, venticinquesima edizione della corsa e valida come evento dell'UCI Europe Tour 2007 categoria 1.1, si svolse il 22 aprile 2007 su un percorso totale di circa 186 km. Fu vinto dal lituano Dainius Kairelis che terminò la gara in 4h47'16", alla media di 38,849 km/h.
Al traguardo 72 ciclisti portarono a termine il percorso.

## Ordine d'arrivo (Top 10)
| Pos. | Corridore             | Squadra       | Tempo    |
| ---- | --------------------- | ------------- | -------- |
| 1    | Dainius Kairelis      | Amore & Vita  | 4h47'16" |
| 2    | Luis Laverde          | Panaria       | s.t.     |
| 3    | Christian Pfannberger | ELK Haus      | a 2"     |
| 4    | Michele Scarponi      | Acqua & Sap.  | a 1'23"  |
| 5    | Emanuele Sella        | Panaria       | a 2'56"  |
| 6    | Vincenzo Nibali       | Liquigas      | s.t.     |
| 7    | John-Lee Augustyn     | Barloworld    | s.t.     |
| 8    | Alessandro Bertolini  | Diquigiovanni | s.t.     |
| 9    | Markus Eibegger       | ELK Haus      | s.t.     |
| 10   | Massimiliano Maisto   | OTC Doors     | a 3'24"  |